# Helado de mochi
El helado de mochi es un dulce japonés hecho de mochi (arroz glutinoso machacado) con un relleno de helado.
Fue creado originalmente por la subsidiaria de confitería del conglomerado Lotte, y comercializado como Yukimi Daifuku en 1981. Glico elaboró primero el producto usando almidón de arroz en lugar de arroz glutinoso y un tipo de helado de leche en lugar de auténtico helado. El helado de mochi es actualmente una especialidad reconocida internacionalmente. Los nombres comerciales empleados incluyen el Mochi Ice Cream de Mikawaya en los Estados Unidos (utilizado también por otras compañías), que empezó a producir esta receta en ese país en 1993.

## Descripción
El helado de mochi puede considerarse un finger food (receta para comer con los dedos), o servirse en un mondadientes. Su diámetro es variable, pero similar en tamaño, forma y peso a una pelota de golf: unos 45 g de masa y 45 mm de diámetro. Comparativamente, los helados de mochi de Mikawaya pesan aproximadamente 42,5 g.
Consta de dos capas: una exterior, suave y parecida a masa, y un centro de helado.
Los sabores dependen de la marca, siendo frecuentes los de té matcha, chocolate y vainilla. Los de fresa, mango y pasta de judía azuki (anko) también son comunes.

## Historia
Los daifuku y manjū japoneses son los predecesores del helado de mochi, e incluyen un relleno de azuki. Sin embargo, debido a la temperatura y consistencia del mochi y del helado, ambos ingredientes deben ser modificados para lograr la viscosidad apropiada que se mantenga constante con independencia de los cambios de temperatura.
Mikawaya fue el primer fabricante en elaborar helado de mochi en los Estados Unidos. Se necesitó cerca de una década de investigación y desarrollo para lograr la producción en masa de la forma actual, debido a las complejas interacciones de los ingredientes.